# Жирко Олена Миколаївна
Оле́на Микола́ївна Жирко́ (16 лютого 1968, Дніпропетровськ) — українська баскетболістка, олімпійська чемпіонка.

## Із біографії
Навчалася в Київському інституті фізичної культури.
Золоту олімпійську медаль та звання олімпійського чемпіона вона виборола на Олімпіаді в Барселоні, виступаючи у складі Об'єднаної команди.
На літніх Олімпійських іграх 1996 в Атланті, в складі збірної України, була четвертою.

## Клуби
| Роки      | Команди                    |
| --------- | -------------------------- |
| 1984—1989 | «Сталь» (Дніпропетровськ)  |
| 1989—1991 | «Динамо» (Київ)            |
| 1991—1993 | «Динамо» (Київ)            |
| 1994      | СКІФ (Київ)                |
| 1994—2000 | «Ружомберок»               |
| 2001      | «Гамбрінус» (Брно)         |
| 2001—2004 | «Істробанка» (Братислава)  |
| 2004—2006 | «Тайгер Велс»              |
| 2007      | «Дніпро» (Дніпропетровськ) |